# Tecnologia energètica

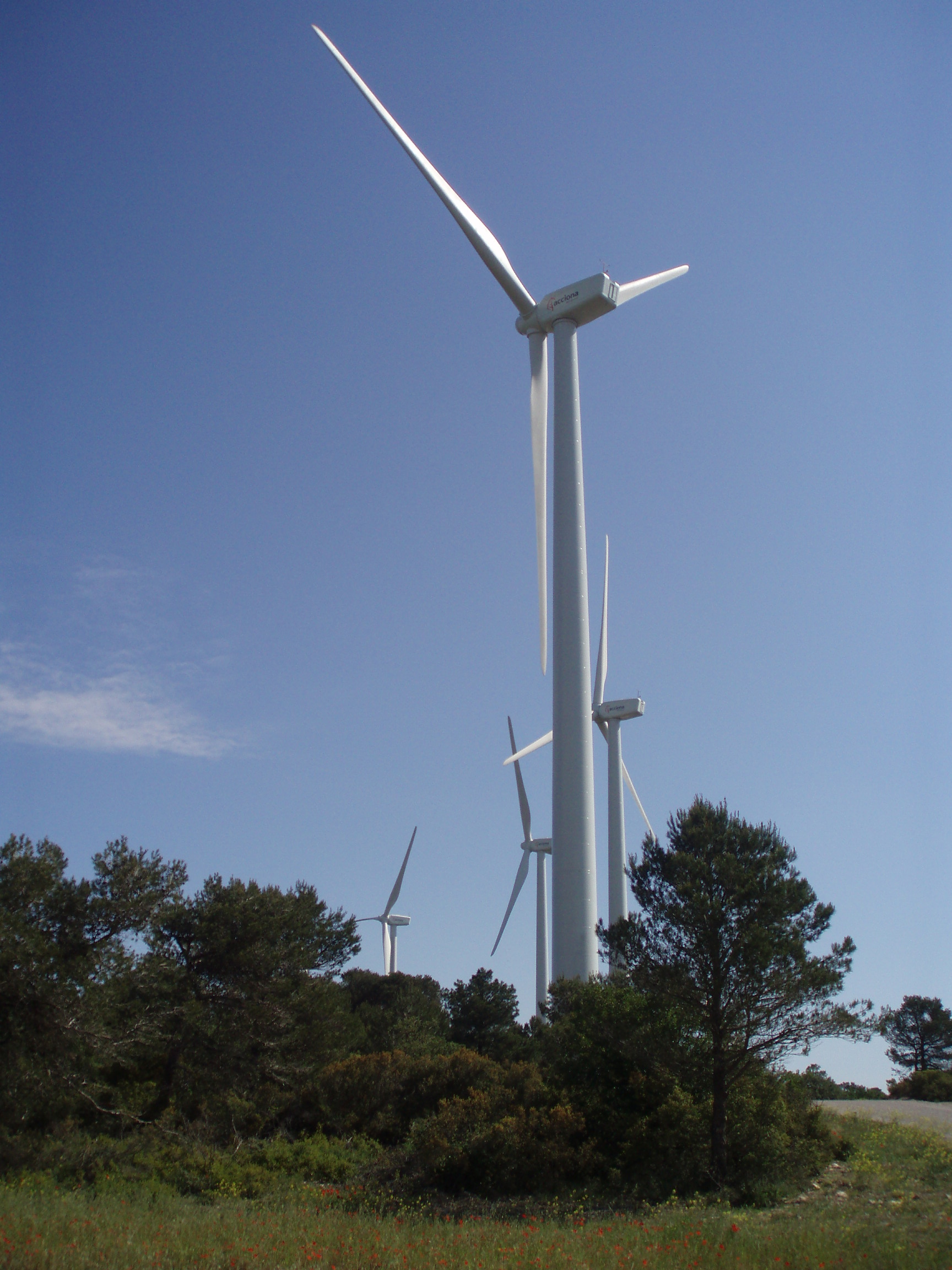
Turbines al Parc eòlic Serra del Tallat. Les tecnologies renovables són un important camp d'estudi dins de la Tecnologia energètica.

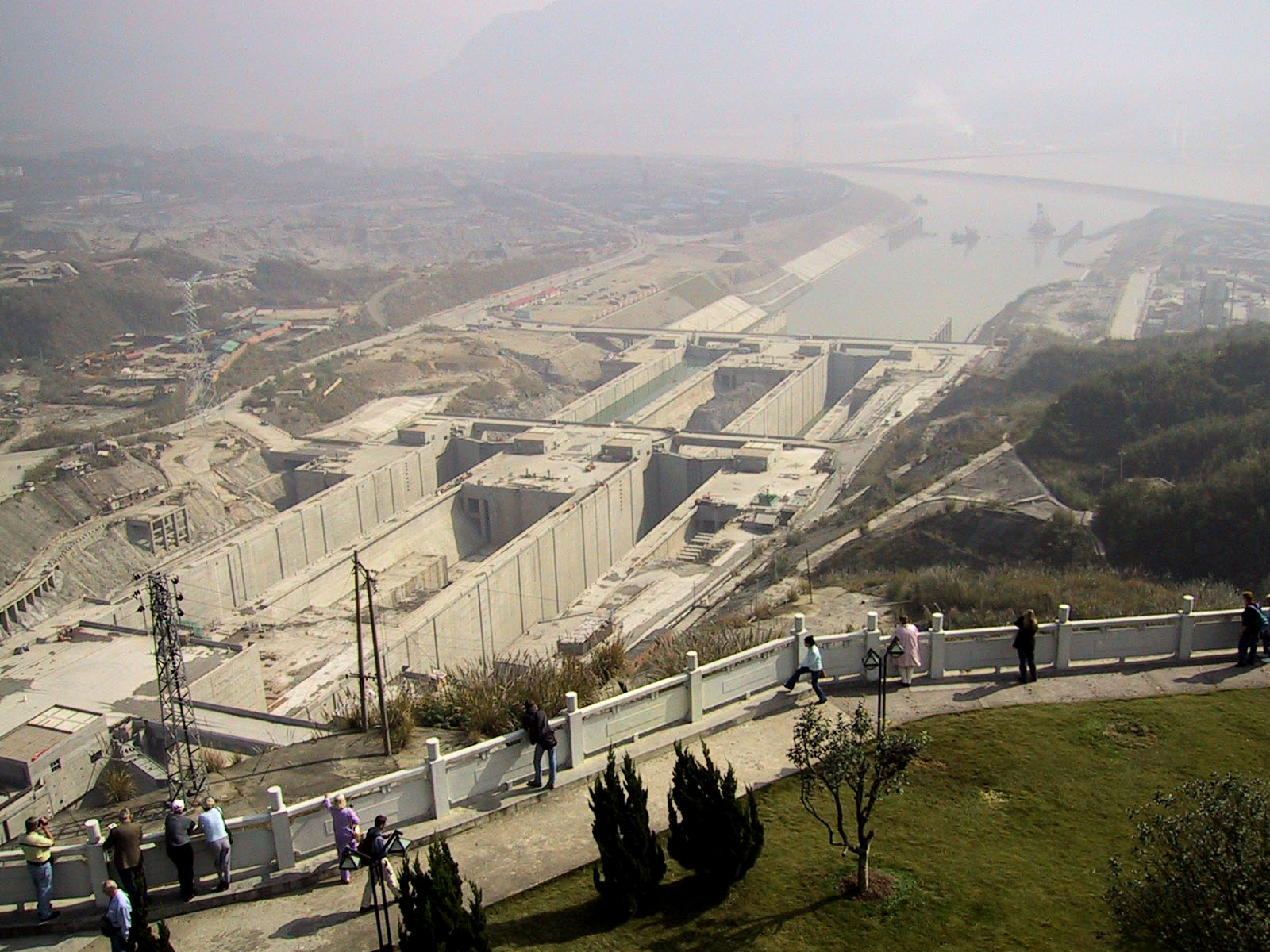
Construcció de la Presa de les Tres Gorges a la Xina.

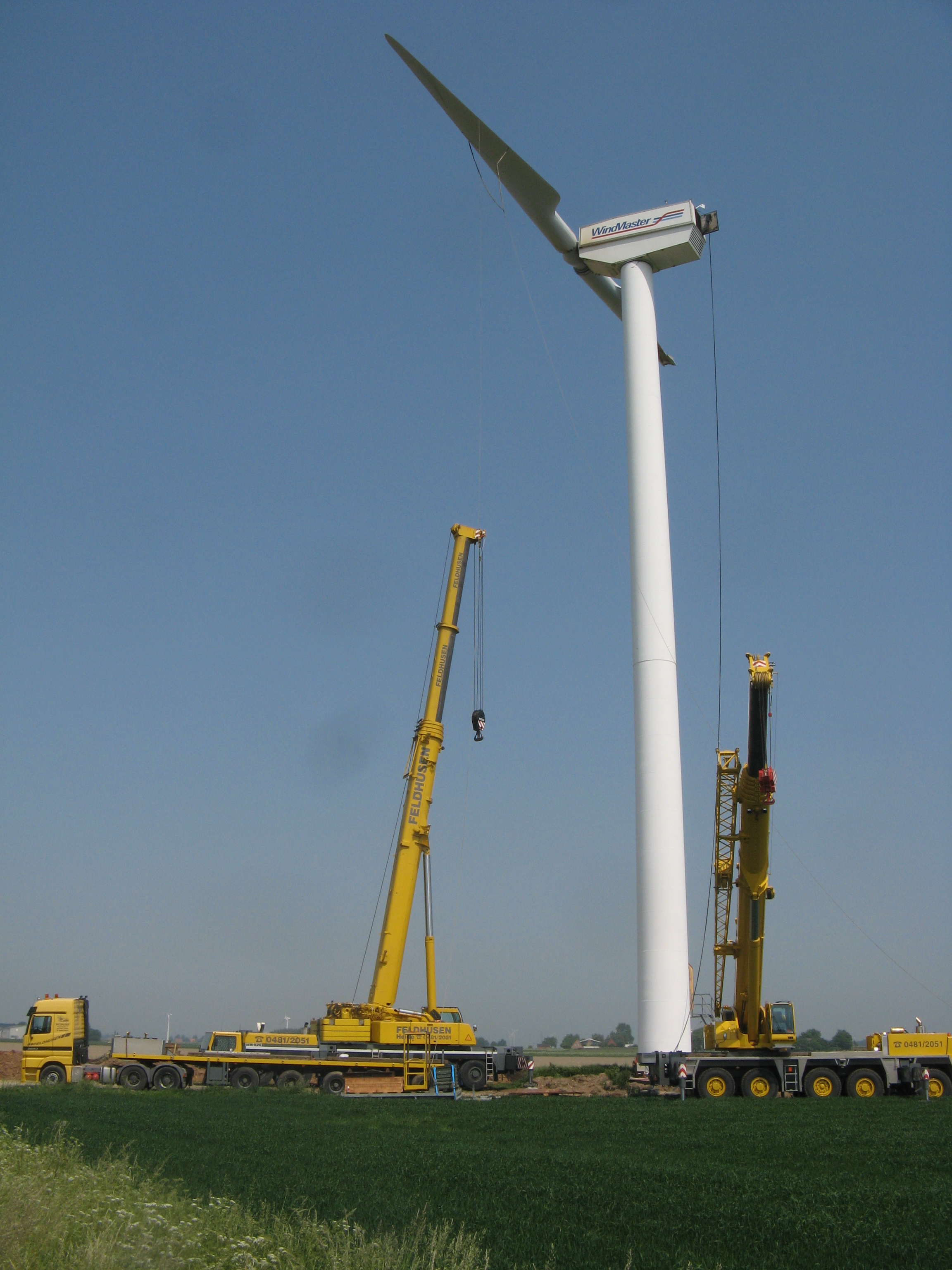
Desmantellament d'una turbina eòlica.

La tecnologia energètica és una disciplina del camp de la tècnica, que tracta l'aplicació de les instal·lacions energètiques que permeten donar servei als usuaris de qualsevol entorn socioeconòmic, adaptant en cada cas, les tècniques apropiades en termes de disponibilitat de recursos, mitjans materials, tecnologies disponibles, gestió de l'impacte ambiental, disseny planificació de projectes i adaptació i planificació del cicle de vida de les instal·lacions. Es tracta d'una tècnica reconeguda segons la Nomenclatura de la UNESCO, classificada com una de les especialitats del camp de les ciències tecnològiques segons aquesta organització. Es tracta d'una ciència interdisciplinària que depèn de molts camps de l'enginyeria i de la investigació en física.

## Abast de la definició
La definició detallada del terme tecnologia energètica pot ser variable en funció dels aspectes que es cobreixen en cada tipus de projecte. Per tal de donar una visió d'allò que les tecnologies energètiques poden gestionar i el paper que tenen en la implementació d'un projecte complet s'han de tenir en compte una sèrie de factors, des dels recursos energètics dels quals s'extreu l'energia fins a l'abastiment i la situació logística dels centres de producció, fabricació, manteniment, etc., de manera que una tecnologia energètica determinada pot inferir i ser avaluada en funció dels avantatges i les funcionalitats que pot prestar en aquestos aspectes.

### Recursos energètics, generació i abastiment

Generació de la distribució d'utilització d'energies segons el recurs. Dades BP 2006.

La tecnologia energètica és desenvolupada a partir de la necessitat de fer servir recursos energètics per tal d'abastir la població mundial d'energia. Aquesta tecnologia tracta amb detall, la manera d'explotar els recursos i de poder distribuir-los de manera eficient i segura, tractant de minimitzar els impactes ambientals derivats del seu ús i explotació a llarg termini.
En l'àmbit dels recursos energètics, es parla fonamentalment de dos tipus de recursos:
- Energia renovable
- Energia no renovable

Aquesta classificació és independent de la disponibilitat geogràfica i atén fonamentalment a criteris de disponibilitat a llarg termini en cas de reserves possiblement esgotables si se'n fa ús. La tecnologia energètica es constitueix com a tècnica que tracta les maneres d'explotar les energies i serveix de suport per a la realització d'estudis per a la consecució de projectes de planificació, posada en marxa, operació i final de la vida útil per tal d'aprofitar els recursos energètics. Estudis d'aquest tipus s'han fet des de l'àmbit governamental posant en contrast diferents tecnologies.
La xifra de consum d'energies de tota classe (elèctrica, combustible per a transport, motorització i mecanització rural i industrial, etc.) és estimada mitjançant estadístiques diverses que poden considerar-se prou acurades com per a proporcionar una bona aproximació a l'ordre de magnitud de consum real. S'estima que el consum total d'energies és d'unes 12029 Mtep (Milions de tones equivalents de petroli) en 2007, distribuïdes entre diferents fonts d'energia: combustibles fòssils (81,4%), combustibles renovables i procedents de residus (9,8%), nuclear (5,9%) i renovables (2,9%).
Així doncs, la tecnologia energètica mou un sector industrial amb l'objectiu de suplir les necessitats energètiques i que determina la manera d'extraure i explotar l'energia, la manera de generar-la, i en alguns casos defineix implícitament part del sistema de distribució de l'energia, en tant que una tecnologia energètica pot ser específica d'una necessitat logística determinada, com per exemple la instal·lació de grups electrògens o de turbines hidràuliques per tal d'abastir d'energia a les poblacions aïllades.

### Tecnologies de conversió d'energia

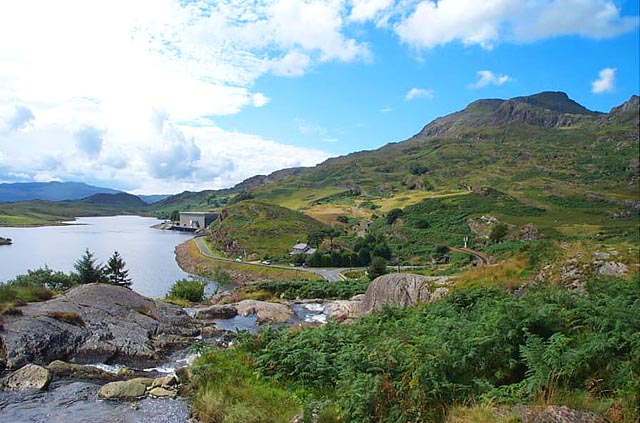
Central de bombament de Tan-y-Grisiau, Regne Unit

Les tecnologies energètiques també poden involucrar el coneixement de tècniques complementàries com són l'emmagatzematge d'energies gràcies a les tecnologies desenvolupades de conversió d'energia. L'ús de centrals hidroelèctriques de bombament, o de l'hidrogen com a mitjà d'emmagatzematge són exemples clars de la importància i versatilitat que poden aportar aquestes tècniques en l'àmbit de la tecnologia energètica.

### Construcció i fabricació d'equips d'energia
En un cas més general, s'hi poden incloure aspectes de construcció i fabricació de les instal·lacions energètiques, que són necessaris a l'hora d'elaborar projectes d'energia.
Aquestos coneixements també formen part de les disciplines de la tecnologia elèctrica.

## Tecnologies disponibles
Es descriuen a continuació les tecnologies disponibles en forma de sistema d'aprofitament d'un recurs energètic amb les particularitats de cada cas. S'ha fet servir la classificació habitual que diferència les tecnologies amb recursos renovables i les tecnologies amb recursos no renovables.

### Energies renovables

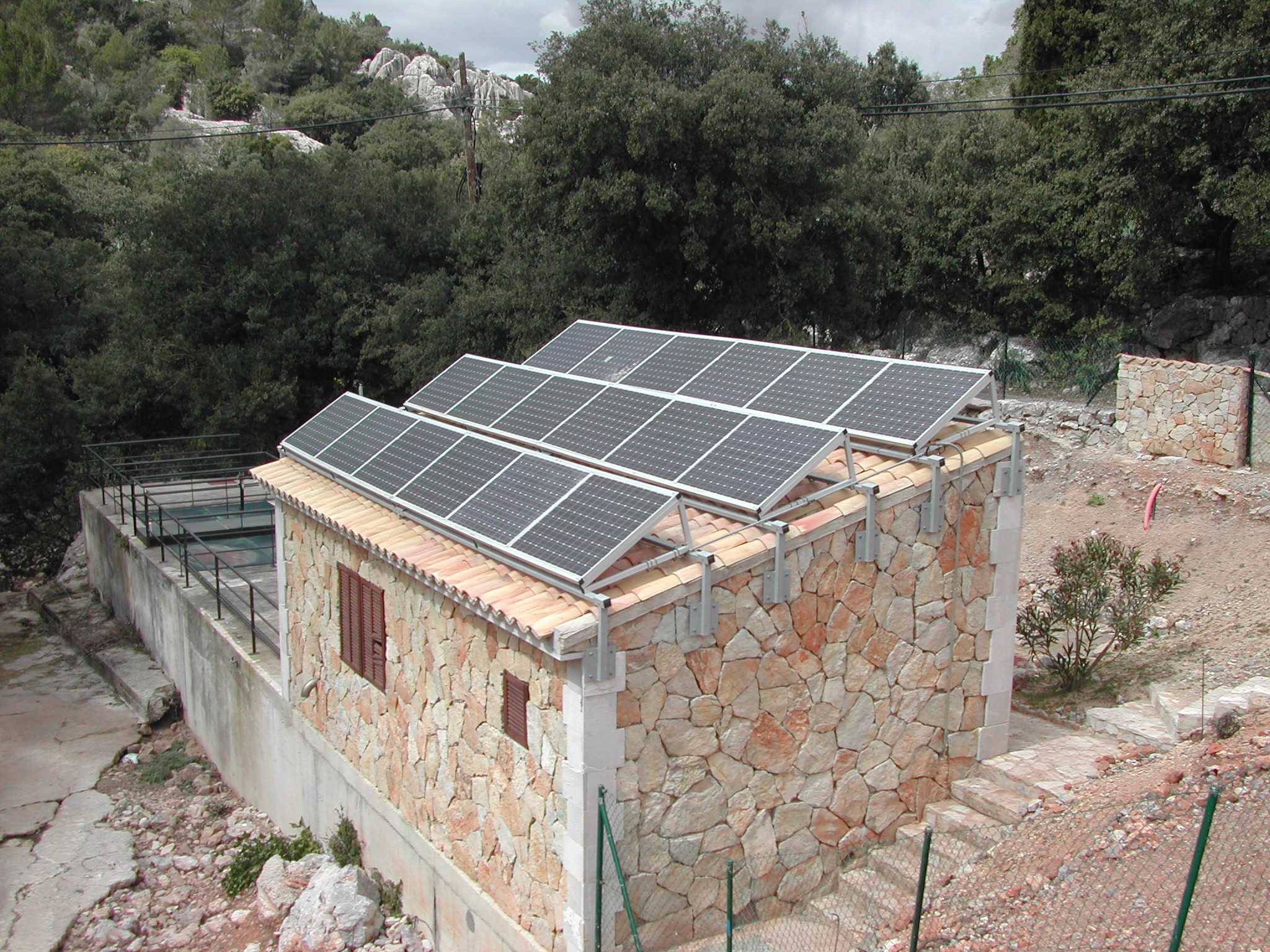
Aprofitament de l'energia solar en la instal·lació depuradora d'aigües residuals de Lluc.

Degut a la importància creixent que va cobrant l'explotació d'energies per al Medi Ambient, el Canvi climàtic i degut a la necessitat anunciada per l'esgotament del petroli de disposar d'energies alternatives, el desenvolupament en l'ús de les fonts renovables d'energia és seguit amb gran interès. De fet, l'interès és tal, que les energies renovables poden definir-se com una branca tecnològica separada i molts estudiosos, investigadors i governs en potencien l'ús i el desenvolupament. Aquesta branca de la tecnologia energètica té diversos tipus de tecnologies ben diferents, per tal d'explotar energies de diverses naturaleses. Amb tota aquesta diversitat, les energies renovables que s'estudien en general, en conjunt, poden incorporar disciplines tan variades com si es considerés cadascuna de les tecnologies que proporcionen energia en tot el seu conjunt.

#### Energia hidràulica

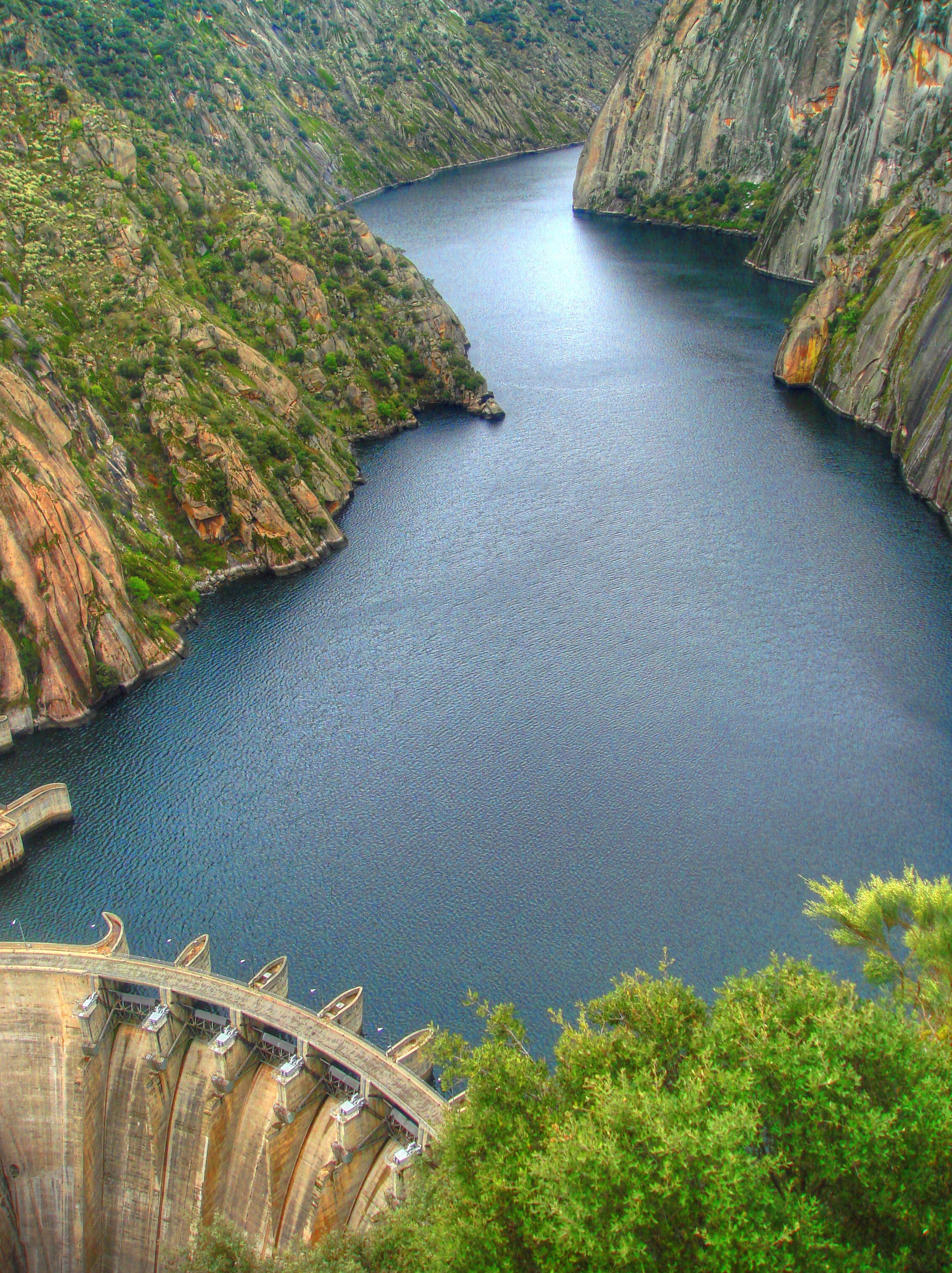
Presa d'Aldeadávila de la Ribera. L'energia s'acumula en forma potencial de l'aigua continguda a l'embassament.

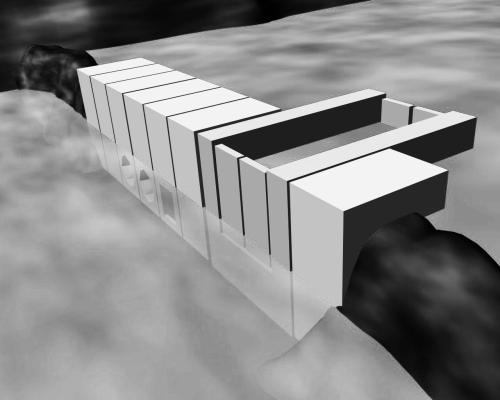
Esquema conceptual d'un dic de contenció en una central mareomotriu.

L'energia hidràulica involucra tota mena de tecnologies basades a extreure energia potencial de l'aigua emmagatzemada o en circulació. Pot classificar-se en diferents tipus:
- Energia hidroelèctrica
- Energia mareomotriu
- Energia de les ones

Requereix un bon grau d'experiència en Enginyeria civil, ja que en general és necessària la construcció de grans estructures, emprant sovint grans masses de formigó, de manera que l'aigua pot dirigir-se o emmagatzemar-se per tal d'aprofitar l'energia de l'aigua en l'estat d'òptima utilització de l'energia o bé cenyir-se a circumstàncies temporals per a l'alliberament d'aquesta.
Algunes de les característiques d'aquest tipus de central és que són pràcticament inintermitents: La maquinària generadora d'electricitat en centrals hidràuliques pot ajudar a controlar la freqüència prevenint així risc d'apagada de la xarxa o danys en equips connectats a la xarxa elèctrica
Per tal d'extreure l'energia de l'aigua es fan servir diversos tipus de turbines hidràuliques acoblades normalment (exceptuant algunes minihidràuliques) connectades a un generador elèctric, de manera que es disposa d'un sistema fàcilment controlable gràcies a alguns factors com per exemple l'acció sobre l'admissió d'aigua o la regulació del pas dels àleps, segons el tipus de turbines. Aquest tipus de tecnologia és prou flexible com per donar lloc a plantes de càrrega base per a la xarxa elèctrica, on la turbina funciona en règim constant i propera a la càrrega nominal o de plantes amb capacitat de ràpida resposta que pot adaptar-se a canvis en la demanda elèctrica.

#### Energia eòlica
La tecnologia de les turbines eòliques permet la instal·lació senzilla d'instal·lacions de potència de tota classe, fins al rang de diversos megawatts. La tecnologia eòlica es basa a aprofitar la circulació de vent mitjançant turbines connectades a la xarxa elèctrica o a qualsevol tipus de transmissió mecànica.

#### Energia solar

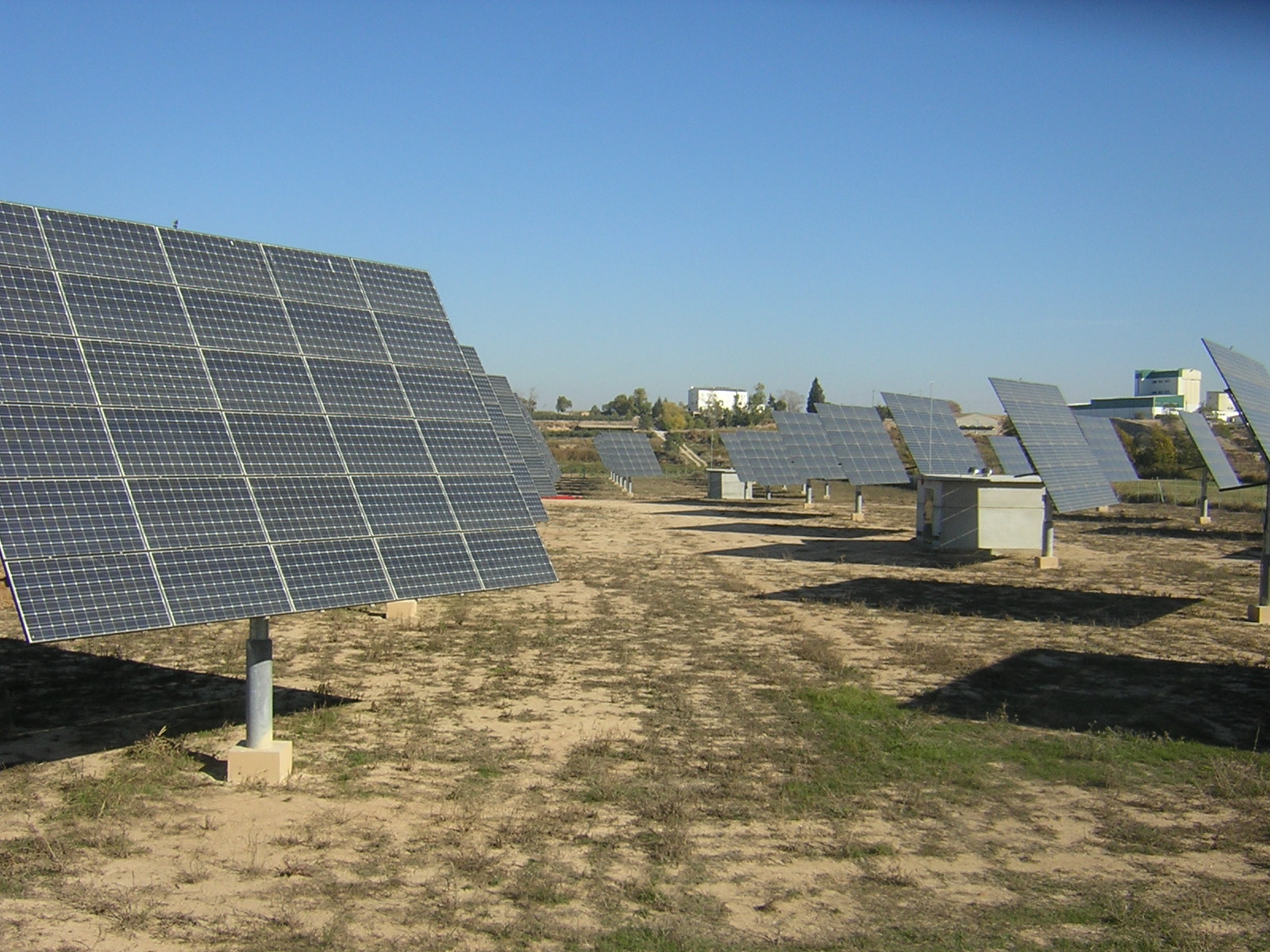
Plaques solars fotovoltaiques al parc fotovoltaic de Bellpuig.

Aquesta tecnologia es divideix igualment en dues tecnologies:
- Energia solar fotovoltaica
- Energia solar tèrmica

Entre aquestes dos tecnologies existeixen grans diferències en les tècniques de captació i en l'energia convertida resultant. En el cas de l'energia fotovoltaica s'aconsegueix generar directament energia elèctrica, mentre que amb la solar tèrmica el converteix l'energia de les radiacions solars en energia tèrmica directament, per tal d'aprofitar-la en successius intercanvis de calor.

#### Energia de la biomassa

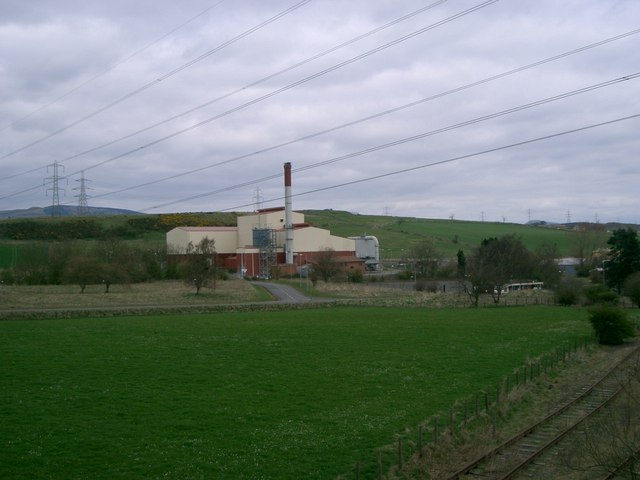
Planta de generació d'energia a partir de biomassa al Regne Unit.

L'energia de la biomassa és útil, ja que mitjançant una gestió de recollida i processament de determinades matèries vegetals o animals pot permetre la generació de combustibles biogènics. En aquesta tecnologia entren en joc els cultius energètics i la gestió de la biomassa, a més de factors biològics, de tecnologia agrònoma i de silvicultura en la combinació adequada per tal de gestionar un model d'energia renovable basada encunyada sota el terme d'agrosilvicultura.
La combustió d'aquest tipus d'energia té lloc en forns d'instal·lacions per a la generació d'energia o bé en motors de combustió interna, que són aptes per a l'ús de biocombustibles, de manera que es pot fer servir per donar electricitat, calor o força motriu als vehicles.

#### Energia geotèrmica
Disponible per a grans plantes de producció a unes poques regions a nivell mundial, s'estimen uns 30 TW d'energia disponible en forma d'energia geotèrmica, i generalment és un gran hidrocarbur d'empellat.

### Energies no renovables
Tot i que no tenen una gran perspectiva a molt llarg termini degut a les limitacions en l'existència de recurs, són les energies més madures tecnològicament, de manera que els processos i el maquinari emprat per aquest tipus de tecnologies és molt conegut, si bé no tant per al cas de l'energia nuclear, es pot dir que es tracta d'energies fiables i molt esteses, tot i que els riscos que s'assumeixen amb l'operació d'aquest tipus d'instal·lacions sol ser, en general, molt més alt en termes econòmics i de seguretat que en les instal·lacions d'energies renovables de baixa potència. En 2007 es consumí aproximadament un 87,3% de l'energia mundial en energies d'aquest tipus, això és un total de 10501 Mtep.

#### Tecnologies amb combustibles fòssils

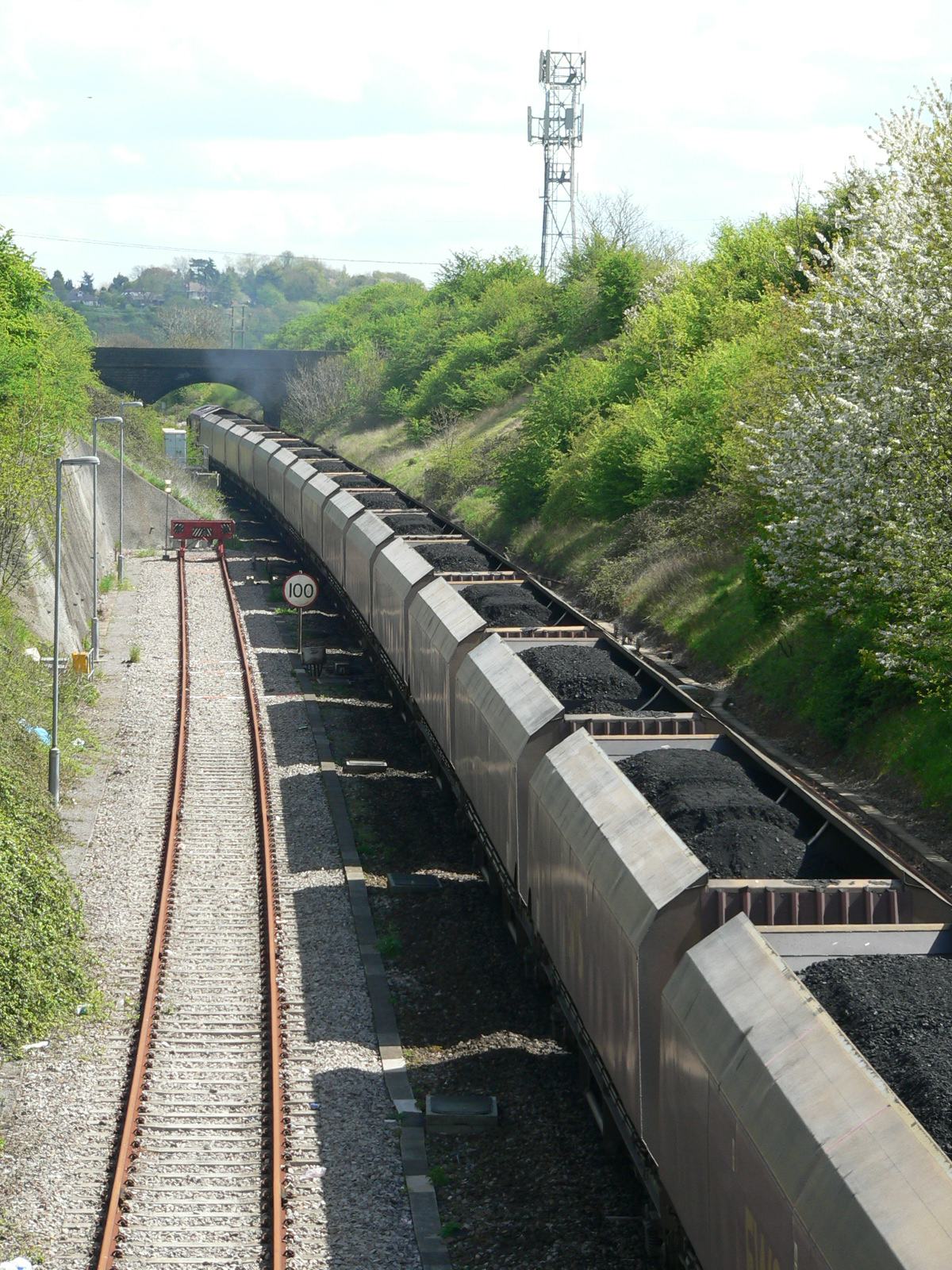
Conjunt de vagons de carbó transportats per una locomotora a Bristol.

Aquestes tecnologies abasten un conjunt de tècniques similars en l'ús i l'extracció d'energia en forma de combustible fòssil, que pot fer-se servir en diferents tipus d'instal·lacions de potència. En particular, els dos grups més importants dins d'aquesta classificació són l'ús de productes derivats del petroli, el carbó i, cada vegada més, el gas natural.
En el cas de la generació d'energia elèctrica, aquestes tecnologies poden fer-se servir per donar potència a centrals termoelèctriques convencionals, Motors de combustió alternatius i, en el cas de combustibles sòlids i gasosos, turbines de gas.
També poden donar lloc a instal·lacions de cogeneració i de cicle combinat, segons la disposició dels components de generació, transferència d'energia i transmissió de calor.
El terme Tecnologia del petroli i carbó és també un terme de l'especialitat 33 de la nomenclatura UNESCO que se situa al mateix nivell que el de Tecnologia energètica.

##### Tecnologia del carbó
El carbó és la segona font d'energia en termes de producció després del petroli, amb un 26,5% de la producció mundial.
Es tracta d'una tecnologia madura, que serveix per a donar potència a una gran part de les centrals tèrmiques i processos industrials. Aquest combustible cobra especial importància en la producció d'acer i en la utilització com a combustible en forns i llars.

##### Tecnologia del petroli

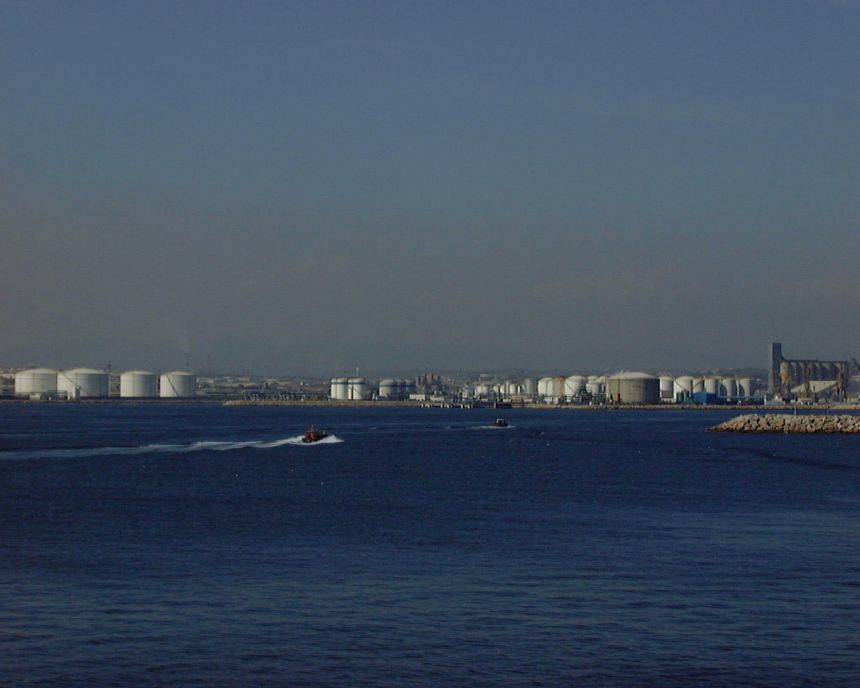
Instal·lacions de la refineria de petroli de Tarragona.

L'estat de desenvolupament actual d'aquesta tecnologia la fa una de les més versàtils, degut a la possibilitat de desenvolupar instal·lacions de qualsevol mida, ja que l'escalabilitat d'aquesta mena d'instal·lacions depèn principalment del consum energètic previst.
Aquesta tecnologia inclou una gran component de coneixements en tecnologies mineres i químiques per tal de fer el processament del petroli i de transformar-lo en un combustible utilitzable.
Els processos que implica aquest tipus de tecnologia energètica són la projecció, construcció i operació d'una central tèrmica de petroli. Un factor important a tenir en compte l'abastiment necessari de combustible que aporte l'energia química per tal de fer la transformació en la central. Els processos del petroli són d'exploració de recurs, d'extracció, de refinament i de transport i magatzematge.

##### Tecnologia del gas natural

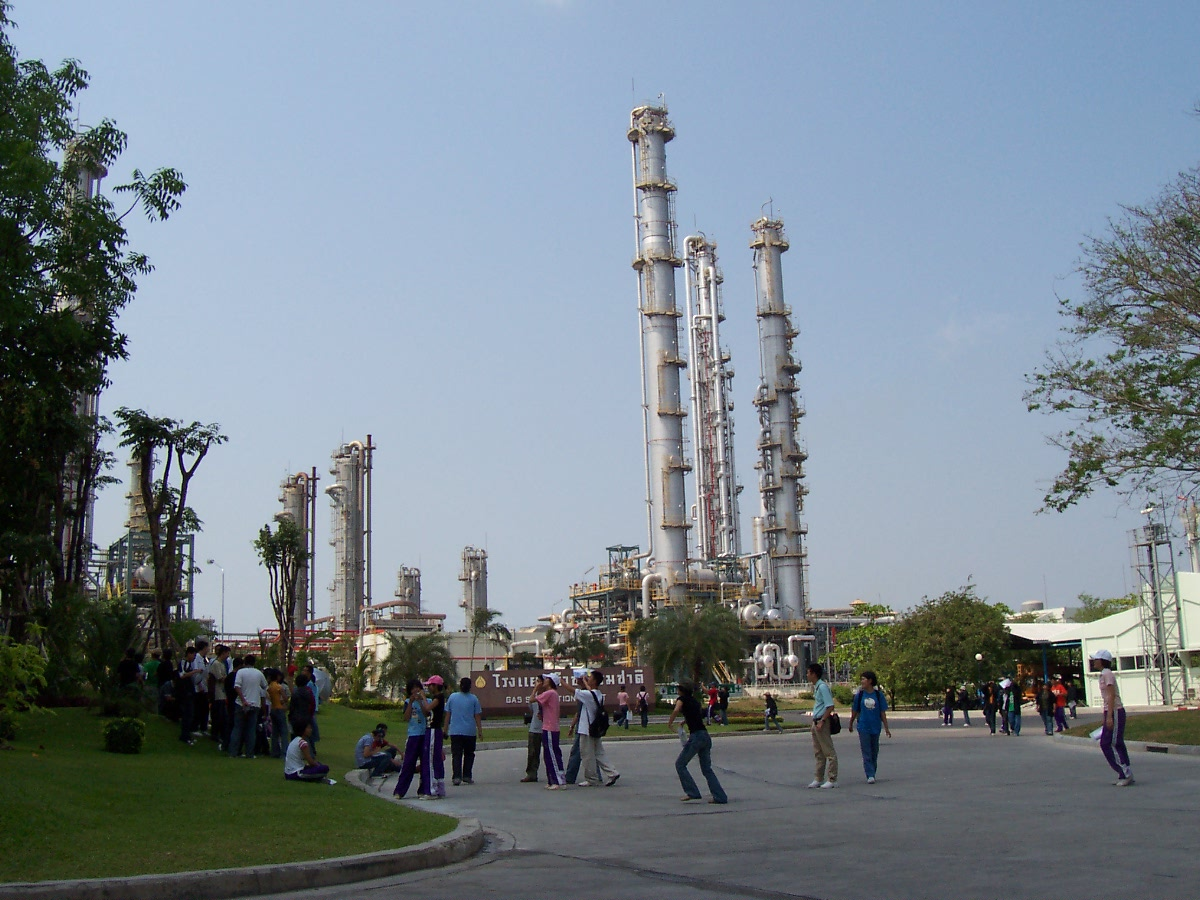
Planta de separació de gas natural.

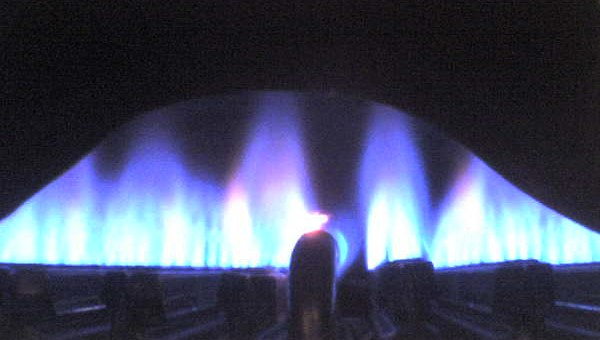
Combustió de gas natural.

El gas natural és un combustible fàcilment utilitzable, compost fonamentalment per metà i età en estat gasós i que pot trobar-se emmagatzemat en bosses de gas als mateixos jaciments petrolífers, o bé a certes cavitats on roman atrapat fins a l'extracció.
La utilització del gas natural és còmoda per a l'usuari final, a causa del fet que pot adaptar-se a molts tipus de situacions, aportant flexibilitat en l'operació i evitant la gestió complicada de residus durant la combustió, ja que produeix una combustió de bona qualitat i no genera menys residus perjudicials a l'atmosfera.
El diòxid de carboni generat és menor que amb altres fonts d'energia basada en els combustibles fòssils, degut principalment a l'alta relació hidrogen/carboni, desprenent major quantitat d'aigua i menor quantitat de CO₂ en la reacció.
També desprèn una quantitat regulable d'òxids de nitrogen (NOx) degut a les temperatures de combustió i a l'estat final dels productes de la combustió, que pot ser minimitzada amb l'optimització de cambres de combustió, l'ús d'injecció d'aigua o amb l'ús d'un convertidor catalític.

#### Tecnologia Nuclear

Esquema d'una fissió nuclear.

Central nuclear de Cattenom, França.

La tecnologia nuclear inclou un gran nombre de tècniques que serveixen d'aplicació en la generació d'energia nuclear. La generació d'aquest tipus d'energia requereix l'aplicació de la tecnologia específica de reactors i també del coneixement de tecnologies de configuració i disposició de plantes nuclears. La tecnologia de plantes sol separar l'estudi a un nivell superior al de reactor, degut principalment a les diferents configuracions que pot adoptar una planta nuclear.
L'explotació d'aquest tipus d'energia requereix també coneixements proporcionats per especialistes en física nuclear, química nuclear i especialment protecció radiològica.
Les necessitats logístiques especials per a l'operació d'aquest tipus d'energia requereixen sempre unes tecnologies especials en el transport, tractament, magatzematge, disposició de residus i també en la construcció i desmantellament de plantes nuclears. Les particularitats també s'estenen a la mineria, processament i re-processament del recurs. Es tracta doncs, d'un cicle de vida de manteniment de recursos i de residus particularment llarg, complex i, per necessitats de seguretat, controlat.
Una àrea especial dins d'aquest grup de tecnologies és la fusió nuclear, un camp d'investigació de la física nuclear. Sobre aquesta tècnica hi recauen grans expectatives per al futur, tot i que encara es troba en fase d'investigació i desenvolupament.
El terme Tecnologia nuclear és també un terme de l'especialitat 33 de la nomenclatura UNESCO que se situa al mateix nivell que el de Tecnologia energètica. Es tracta de l'aplicació de les tècniques disponibles en l'àmbit de l'explotació d'energia nuclear.

## Maquinari compartit entre tecnologies

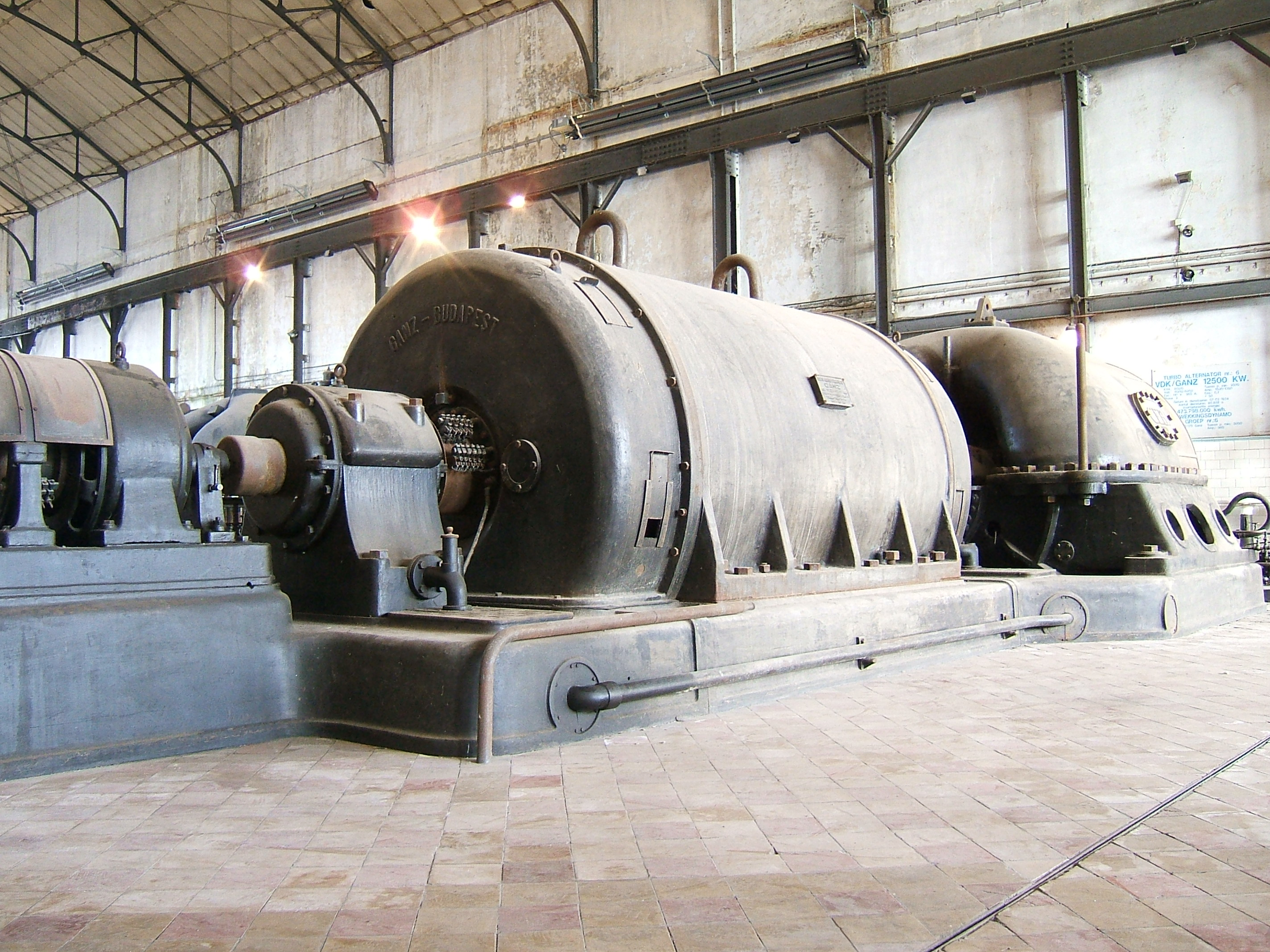
Generador elèctric d'una central.

En l'ús de les tecnologies energètiques actuals es poden trobar màquines comuns a diferents tecnologies, de manera que la implementació d'una tecnologia pot tenir sinergies amb altres tecnologies conegudes per l'operador o fabricant, cosa que suposa un avantatge a l'hora de definir una estratègia de dedicació a una o altra tecnologia.
Moltes de les màquines, sistemes o subsistemes són de l'àmbit de l'enginyeria tèrmica, com per exemple les llars, calderes, forns, turbines, etc. Les màquines tèrmiques tenen un paper fonamental en les tècniques energètiques, ja que poden constituir un sistema autònom com a planta de potència en forma de motors tèrmics, podent emprar-se qualsevol tipus de configuració, un exemple d'això és l'ús de motors alternatius o bé motors rotatius en molts àmbits de la indústria i el transport.
Altres de les màquines, són de l'àmbit específicament elèctric: transformadors, electrònica de potència, generadors, cel·les de desconnexió i d'altres components.
Per acabar, es disposa de tecnologies específiques de qualsevol instal·lació industrial, com per exemple les d'il·luminacions, prevenció de riscos, etc., que permeten arranjar les instal·lacions de generació i de distribució per a l'ús del personal d'operacions i control.

## Disciplines del coneixement involucrades

### Tecnologia elèctrica

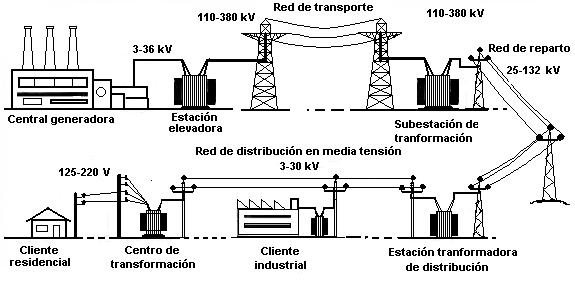
Esquema d'una xarxa elèctrica i components involucrats.

La tecnologia elèctrica és un camp de l'enginyeria que es basa en l'aplicació de l'electrotècnia al nivell de xarxes elèctriques. Aquesta tecnologia tracta amb els mètodes de generació i ús d'energia elèctrica a nivell de màquines i de sistema elèctric, tractant d'aquesta manera amb maquinari de generació, transformació, transport, electrònica de potència, control i seguretat, mesuratge, etc.

### Física
Coneixements teòrics de física són emprats habitualment a totes les tecnologies energètiques disponibles, a causa del problema bàsic de modelar i conèixer els intercanvis d'energia del sistema a planificar. És per això que ciències de l'enginyeria com la Termodinàmica, troben aplicació en aquest camp. La termodinàmica tracta principalment amb les lleis de conversió de l'energia.
Tecnologies més específiques també fan servir dels coneixements adquirits a diferents camps de la física, com és l'exemple de la disciplina de la Física nuclear, necessària per al funcionament i posada en marxa d'instal·lacions d'aquest tipus.

### Química
Molts dels processos de les tecnologies energètiques involucren complexos tractaments i processos químics, com pot ser tot el tractament que es deriva de la Indústria del petroli. Aquestes tecnologies també depenen de la rama química, degut a les interaccions de les emissions amb el medi ambient que es poden estudiar des del punt de vista dels processos químics o fer servir tècniques de l'àmbit de l'Enginyeria Química.
La química pren una part molt important en les tècniques de conversió d'energia, degut principalment a la necessitat de domini de la teoria de la combustió, necessària per al disseny i operació de calderes, cambres de combustió, llars, incineradors.

### Enginyeria

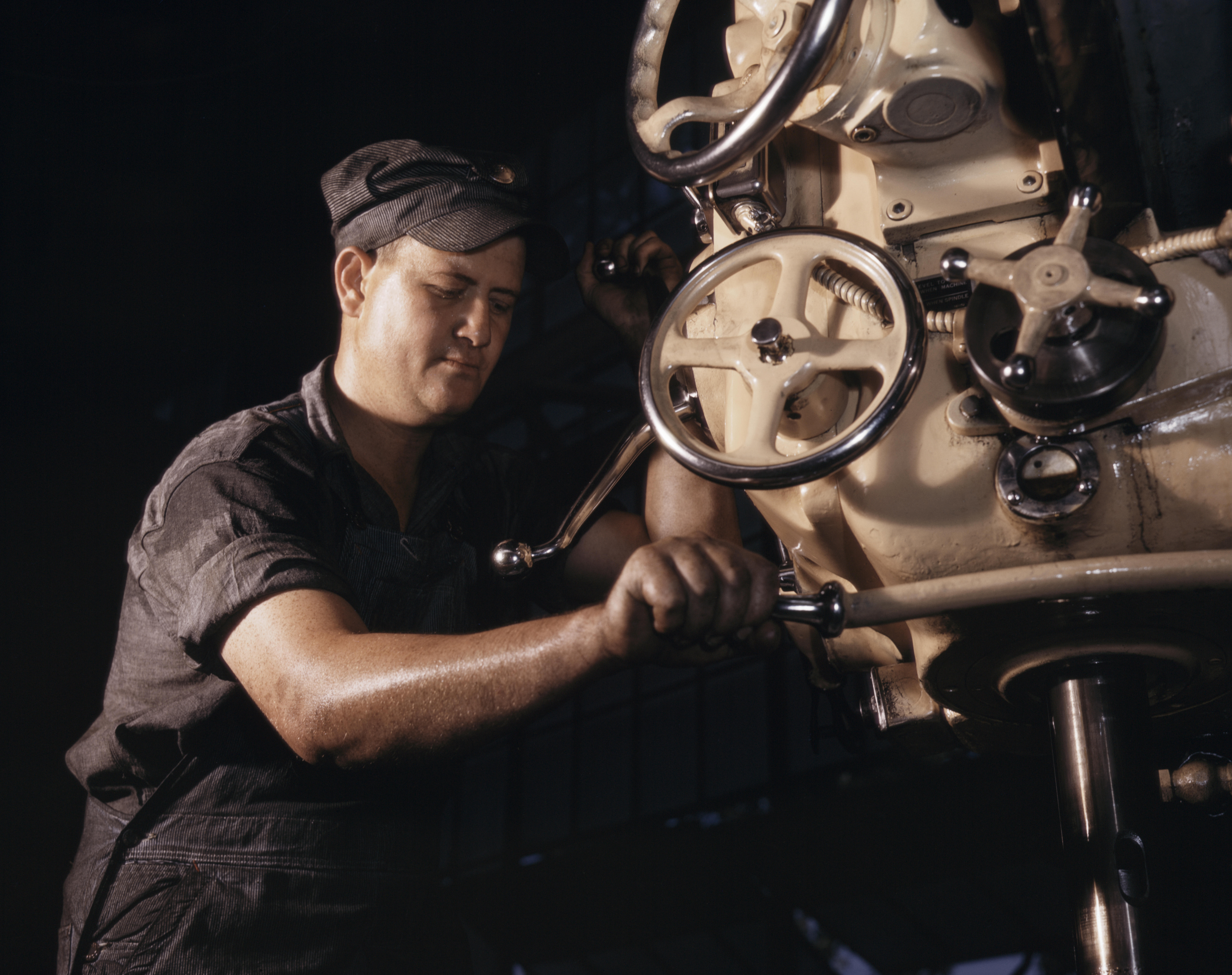
Operador mecànic treballant en components d'una caldera.

En qualsevol tecnologia emprada hi intervenen tecnologies conegudes a diferents àrees de l'enginyeria, com per exemple l'enginyeria mecànica, en el cas de l'existència de qualsevol tipus de mecanització, l'enginyeria elèctrica i electrònica en aplicacions que requereixen electricitat o control automàtic o l'enginyeria química quan l'energia base prové de l'energia química d'un recurs determinat.

### Situació d'emplaçaments
La situació d'emplaçaments per a les plantes i explotacions energètiques és tota una tecnologia diferent segons el tipus de recurs a emprar. Per exemple, en alguns casos d'energies, només es disposa de recurs utilitzable a determinades parts del món, com és l'exemple de l'energia geotèrmica que només pot explotar-se en alguns països determinats als quals pertanyen els emplaçaments tècnicament factibles.

### Logística
La logística, en l'àmbit de la gestió d'operacions relacionades amb el sector energètic tracta de disposar els recursos de transport i mitjans de producció amb una màxima disponibilitat i operant amb el mínim cost possible.

### Mineria
És necessària l'extracció minera per tal de proporcionar entrada al processament petroquímic.

### Agricultura i silvicultura

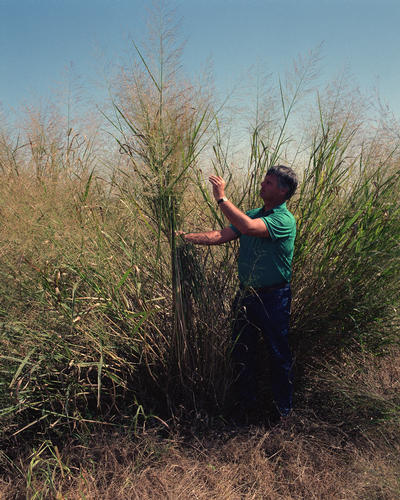
Tasques de recol·lecció de biomassa.

En el cas de la biomassa, és necessària certa coordinació entre la gestió de residus i productes procedents d'aquests sectors per tal d'abastir de combustible les centrals elèctriques o de processament.

### Meteorologia
La meteorologia és una ciència necessària per a la planificació de la disponibilitat de recurs en cas de tractar amb tecnologies que es basen en recurs eòlic o solar.

### Obres públiques i hidrologia
En el cas especial de l'energia hidràulica és necessària la consecució de grans obres i estudis d'hidrologia, cimentació i de càlcul d'esforços sobre l'estructura de formigó, de manera que cal disposar de coneixements tècnics per tal de resoldre aquestos aspectes.

### Medi ambient
Coneixement de la repercussió o beneficis que aporta un determinat tipus de tecnologia energètica al medi ambient. Són necessaris estudis d'impacte o d'avaluació d'aspectes ambientals.

### Planificació del mercat energètic i venda d'energia
Una de les àrees de treball del sector energètic és la d'organitzar i planificar les vendes d'energia, cosa que pot ser especialment complexa en el cas de tractar la venda de recurs a una xarxa elèctrica.